# Лука Нотарас
Лука Нотарас (грч. Λουκάς Νοταράς) је био високи византијски дворанин, дипломата и велики дукс (1449—1453). Служио је тројицу последњих византијских царева (Манојла, Јована и Константина), а познат је по антиунионистичкој реченици:„Више волим да у Граду (Цариграду) видим турски турбан, него католичку митру“. Током опсаде Цариграда 1453. године, командовао је одредима задуженим за одбрану северозападног дела морског бедема на Златном рогу, руководио је операцијама проналажења османских подземних тунела, а у завршним борбама 29.05. је заробљен. Султан Мехмед II (1451—1481) му је прво поштедео живот, али је већ почетком јуна наредио да га са синовима убију. Касније је канонизован и сматра се једним од највећих грчких мученика.

## Биографија
Нотарас је потицао из имућне пелопонеске властелинске породице и био је ожењен једном од принцеза из царске породице Палеолога, највероватније ћерком Јована VII (1390). Њих двоје су имали седморо деце:
- Ану
- Теодору
- Јефросиму
- Исака

и још три сина.
Он је 1424. године са Сфранцесом чинио посланство које је било упућено Мурату II (1421—1451), а 1441. године је капетан брода којим је Константин Драгаш (1449—1453) отпутовао на Лезбос да би се оженио Катарином Гатилузио. Поред дипломатских активности, он се интензивно бавио трговином са италијанским трговцима, а своју зараду је улагао у њихове банке, тако да је добио статус грађана Ђеновљанске и Млетачке републике.

### Опсада Цариграда
Након смрти Јована VIII (1425—1448) и доласка на власт Константина XI почетком 1449. године, Нотарас је постављен на место великог дукса. Непосредно пре потпуног затварања османлијског обруча око византијске престонице, најстарију ћерку Ану је са двема сестрама послао у Рим и дао им пуномоћје да располажу његовим средствима која је положио у банкама, смештеним у италијанским градовима.
Као високом византијском достојанственику, поверена му је команда над делом трупа које су браниле северозападни део морског бедема на Златном рогу, који се наслањао на градске четврти Влахерну и Фанар. Том делу бедема је посвећена посебна пажња, пошто је једини пут када су странци освојили Цариграда, то било учињено преко тог дела бедема. Тада (1204) су крсташи IV крсташког похода преко њих продрли у град и срушили Византију. Поред тога, он је руководио одредима који су тражили и уништавали османске тунеле. Заједно са инжењером Јоханом Грантом, открио је већи број тунела који су копани испод бедема, а у једном од њих су успели да заробе једног од османских инжењера. Он им је, након мучења, открио положаје преосталих тунела који су уништени, након чега су Османлије одустале од тог начина борбе.
Након османлијског заузећа града 29.05. 1453. године, Нотарас је са супругом и синовима остао у Цариграду у коме је заробљен. Приче о његовој смрти и смрти његове породице варирају, али је извесно да нису убијени одмах, већ им је султан прво омогућио да наставе свој живот под Османлијама, да би затим наредио да их убију.
Масакр је преживела његова жена која је преминула на путу за Хадријанопољ, као и његов најмлађи син Исак. Он је одведен у Хадријанопољ као султанов заробљеник, али је касније успео да побегне из османске тамнице и придружи се сестрама које су живеле на Апенинском полуострву.